# گلوکز ۶-فسفات دهیدروژناز

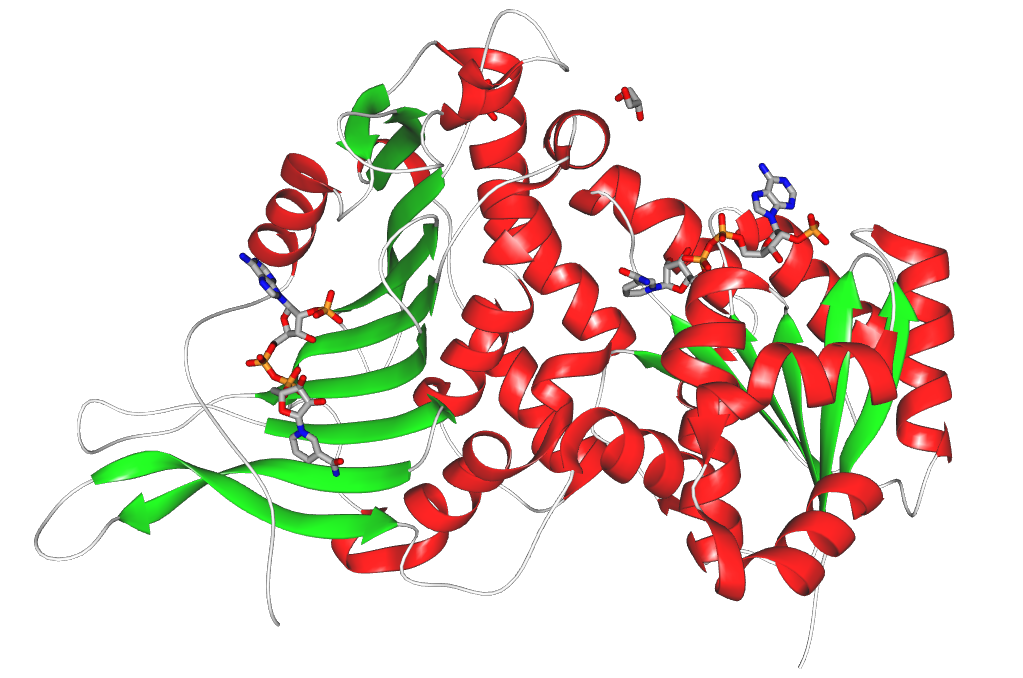
آنزیم گلوکز ۶-فسفات دهیدروژناز به همراه کوآنزیم‌ها و پیش‌سازهای آن

آنزیم گلوکز ۶ فسفات دهیدروژناز، آنزیم مهمی در شانت هگزوز مونوفسفات است که برای حفظ ذخایر داخل یاخته‌ای گلوتاتیون احیا شده لازم است.
این آنزیم گلوکز ۶- فسفات را به ۶- فسفوگلوکونیک اسید تبدیل می‌کند و درحین این عمل NADPH تولید می‌شود.
این آنزیم، آنزیم مهم مسیر سوخت و ساز گلوکز در مسیر پنتوز فسفات بوده که طی این راه NADPH برای کاهش  انرژی در گلبول قرمز تولید می‌شود. بیشتر گلوکز در گویچه‌های سرخ جوان در مسیر امبدن - میرهوف برای تولید NADH مصرف می‌شود. با افزایش سن گویچه‌های سرخ مسیر پنتوز فسفات راه غالب دگرگشتی در گویچه‌ها می‌شود. NADPH تولید شده در این راه از گلبول قرمز در مقابل عوامل اکسیدکننده مضر محافظت می‌کند.
G6PD آنزیم مسیر سوخت و ساز گلوکز است. این آنزیم باعث رسوب هموگلوبین و تغییر غشای گلبول قرمز و بروز بیماری فاویسم می‌شود.

## لیست عوامل و داروهایی که باعث ایجاد لیز در مبتلایان به کمبود G6PD می‌شوند
لیست زیر تمام داروهایی را که ایجاد لیز می‌کنند را در بر نمی گیرد.
عفونت‌ها
- مونونوکلئوز عفونی
- پنومونی باکتریایی
- اوریون

تب‌برها
- استانیلید
- Acetophenetidin
- Antipyrine
- آسپیرین

داروهای درمان مالاریا
- کلروکین
- پریماکین
- Pamaquine
- Quinocide
- Plasmoquine

آنتی‌بیوتیک‌های خانواده سولفونامیدها
- Sulfanilamide
- SulfaCetamide
- Sulfapyridine
- سولفاسالازین
- N2 Acetyl sulfanilamide
- نیتروفورانتوئین
- Furaltadone
- فورازولیدون
- نیتروفورازون

داروهای ضد جذام
- Sulfuae
- Sulfoxone
- Thiazolsulfone
- DiaminodiPhenylsulfone

شلات کننده‌ها
- دیمرکاپرول

ترکیبات ضد سفلیس
- نئوسالوارسان

متفرقه
- Qulndene[۱]